# Algebraické číslo

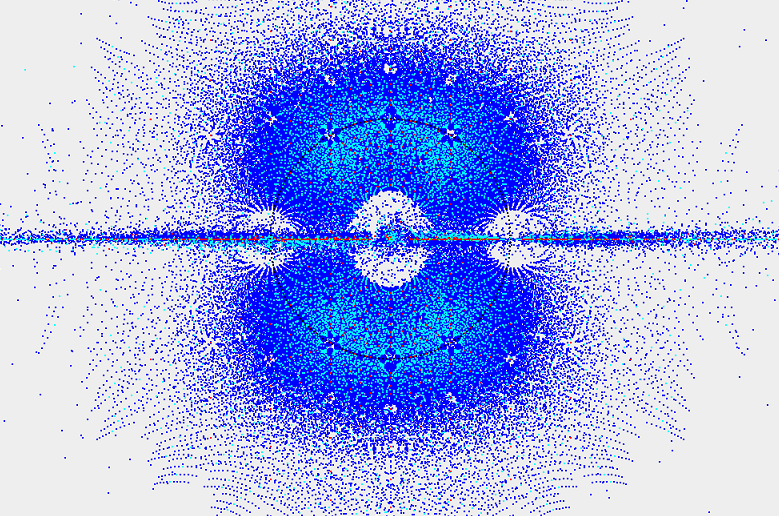
algebrická čísla - dělení

Algebraické číslo je každé komplexní číslo, které je kořenem nějakého polynomu (mnohočlenu) s racionálními koeficienty. Nejmenší stupeň polynomu, jehož je dané algebraické číslo kořenem, se nazývá stupeň tohoto algebraického čísla. Každé racionální číslo je algebraické. Iracionální číslo {\displaystyle {\sqrt {2}}} je algebraické číslo, neboť je řešením rovnice {\displaystyle x^{2}-2=0}. Naopak Ludolfovo číslo {\displaystyle \pi } algebraické není, což dokázal roku 1882 Ferdinand von Lindemann. Taková čísla, která nejsou kořenem žádného polynomu s racionálními koeficienty, se nazývají transcendentní. Lze ukázat, že v jistém smyslu většina iracionálních čísel je transcendentních.
Z poznatků algebry a geometrie plyne, že pomocí kružítka a pravítka (bez stupnice) lze sestrojit právě a jen ty úsečky, jejichž délky jsou algebraická čísla stupně mocniny dvou. Z toho plyne neřešitelnost některých geometrických úloh jako je kvadratura kruhu, trisekce úhlu či duplikace krychle.
Analogie algebraického čísla pro jiná tělesa než racionální čísla se nazývá algebraický prvek.

## Vlastnosti
- Součet, rozdíl, součin a podíl algebraických čísel je opět algebraické číslo (vyjma dělení nulou), algebraická čísla jsou tedy na těchto operacích uzavřená a množina všech algebraických čísel tak tvoří těleso (splnění ostatních požadovaných vlastností operací kromě uzavřenosti vyplývá obecně z vlastností operací s komplexními čísly).
- Kořeny polynomu, jehož koeficienty jsou algebraická čísla, jsou opět algebraická čísla.
- Algebraických čísel je spočetně mnoho.